# Aphanocephalus convexus
Aphanocephalus convexus là một loài bọ cánh cứng trong họ Discolomatidae. Loài này được Pal miêu tả khoa học năm 1996.